# Staudach (Massing)
Staudach ist ein Gemeindeteil des Marktes Massing und eine Gemarkung im niederbayerischen Landkreis Rottal-Inn. Bis 1978 bildete es eine selbstständige Gemeinde.

## Lage
Das Pfarrdorf Staudach liegt etwa vier Kilometer nordöstlich von Massing im Isar-Inn-Hügelland. Oberstaudach und das etwas östlich davon liegende Unterstaudach gelten als einheitlicher Ortsteil Staudach.

## Geschichte
Das Geschlecht der Staudacher ist urkundlich erstmals 1097 nachgewiesen. 1347 nahm Albrecht von Staudach an den Landtagen teil. 1392 werden adelige Turnierreiter aus Staudach genannt. 1483 erlosch das Adelsgeschlecht der Staudacher. Staudach gehörte später zur Obmannschaft Oberdietfurt im Amt Massing des Landgerichts Eggenfelden. 1752 bestand (Ober-)Staudach aus sechs Anwesen, Unterstaudach aus fünf Anwesen.
1808 wurde der Steuerdistrikt Staudach geschaffen, 1818 die Gemeinde Staudach, 1920 die Pfarrei Staudach. 1950 lebten in der zum Landkreis Eggenfelden gehörenden, 28 Ortsteile umfassenden Gemeinde 600 Einwohner, davon 183 Flüchtlinge. Sie wurde im Zuge der Gebietsreform in Bayern am 1. Mai 1978 in den Markt Massing eingegliedert. 

## Sehenswürdigkeiten
- Pfarrkirche St. Corona. Die spätgotische Anlage entstand um 1480 bis 1490. Sie hat einen eingezogenen Chor, ein dreischiffiges Langhaus und einen Westturm. Auffällig ist die unterschiedliche Größe der Seitenschiffe. Die in einem Gewölbezwickel aufgemalte Jahreszahl 1488 wird als älteste Wallfahrerhandschrift gewertet.

## Vereine
- Bayerischer Bauernverband Staudach
- Freiwillige Feuerwehr Staudach
- Mütterverein Staudach
- Landjugend Staudach
- Jugendchor Staudach
- Landfrauen Staudach
- Jagdgenossenschaft Staudach
- Waldbauernvereinigung Staudach